# Love Lights the World
Love Lights the World è una canzone scritta da David Foster e Linda Thompson, e prodotta dallo stesso Foster. Il brano fu incluso nell'EP di Foster pubblicato in Giappone e intitolato Love Lights the World.

## Antefatti e pubblicazioni
Tra il 26 aprile e il 1º maggio 1994, David Foster si esibì in una serie di concerti a Tokyo e Osaka, in Giappone, intitolata JT Super Producer, che è culminato con uno speciale televisivo di 90 minuti. Foster fu onorato come produttore musicale e si esibì con artisti con cui aveva già lavorato: Céline Dion, Peabo Bryson e Color Me Badd tra gli altri.
Il 10 aprile 1994, Foster pubblicò l'album Love Lights the World solo in Giappone, dove raggiunse il 29º posto della classifica Oricon. L'album comprendeva per lo più tracce strumentali e la title track registrata da Dion, Bryson e Color Me Badd. Quest'ultima fu rilasciata come singolo promozionale in Giappone in contemporanea con la pubblicazione dell'album. Love Lights the World riunì Céline Dion e Peabo Bryson, che in precedenza avevano registrato insieme il tema Beauty and the Beast (1991).

## Formati e tracce
CD Singolo (Giappone) (Atlantic: AMCY-665)
1. David Foster, Céline Dion, Peabo Bryson, Color Me Badd – Love Lights the World – 5:15 (testo: Linda Thompson – musica: David Foster)
2. David Foster – Winter Games (Instrumental) – 4:03 (musica: Foster)
3. Warren Wiebe, David Foster – Is There a Chance – 4:58 (Foster)
4. David Foster – Love Theme From St. Elmo's Fire (Instrumental) – 3:27 (musica: Foster)